# Ravna Reka
Ravna Reka es un pueblo ubicado en la municipalidad de Despotovac, en el distrito de Pomoravlje, Serbia.

## Superficie
Posee una superficie de 9,178 kilómetros cuadrados.

## Demografía
Hasta 2011 la población era de 276 habitantes, con una densidad de población de 30,07 habitantes por kilómetro cuadrado.